# Лейф Хегстрем
Лейф Хегстрем (4 липня 1955 , Enskeded ) — шведський фехтувальник на шпагах, олімпійський чемпіон 1976 року.

## Виступи на Олімпіадах
| Олімпіада     | Дисципліна     | Місце |
| ------------- | -------------- | ----- |
| Монреаль 1976 | командна шпага | 1     |
| Москва 1980   | командна шпага | 5     |